# Stadionul Nicolae Dobrin
Stadionul Nicolae Dobrin a fost un stadion multifuncțional din Pitești, România. Acesta a fost folosit în principal pentru meciuri de fotbal, fiind terenul propriu al echipei FC Argeș Pitești.
Stadionul avea o capacitate de 15.000 de locuri, fiind al 18-lea cel mai mare stadion din România, însă cea mai mare asistență înregistrată vreodată a fost de 28.000 de persoane la meciul din Cupa Campionilor Europeni 1979-1980 dintre FC Argeș și Nottingham Forest. Inițial, a fost numit „Stadionul 1 Mai”, dar a fost schimbat în „Stadionul Municipal” imediat după Revoluția Română din 1989. Numele stadionului a fost schimbat în „Nicolae Dobrin” în 2002, în onoarea fotbalistului legendar al FC Argeș.
Stadionul a fost demolat în vara anului 2023, pentru a face loc unui nou stadion mai modern.

## Istoric
Stadionul a fost construit după ce, în 1962, Dinamo Pitești a promovat pentru prima dată în Divizia A, iar necesitatea unei noi arene, mai moderne, devenise un lucru firesc. Echipa evolua pe terenul din Ștrand, construit în 1936, și s-a considerat că merită, pentru Divizia A, un stadion nou. Primăria și Armata au început amenajarea gropii de lângă cimitir și, după mai bine de un an de muncă, stadionul a fost gata la începutul anului 1964. Noul stadion a fost numit „1 Mai”.
Inaugurarea a avut loc pe 2 mai 1964, cu un meci amical disputat între Dinamo Pitești și Spartak Sofia, scor 3-0 pentru alb-violeți. În continuarea manifestărilor prilejuite de prezentarea noii arene pe care FC Argeș urma să joace, piteștenii au mai disputat și alte partide amicale în compania unor adversari foarte puternici, cum ar fi Bonsucceso Rio de Janeiro, scor 2-1, Lazio Roma, scor 2-1 și Szeghed, scor 3-2.
De-a lungul anilor, arena din Trivale a cunoscut câteva etape de modernizare: a fost instalată pista de atletism, au fost amenajate vestiarele, tunelul de acces și spațiul destinat băncilor de rezerve. Până la Revoluție au fost înălțate tribunele și a început amenajarea tribunei a II-a, care nu a fost finalizată nici până în prezent. După 1989, prima modificare a fost cea a numelui stadionului. S-a renunțat la denumirea de “1 Mai” și s-a apelat la cea de “Municipal”, asta până când Consiliul Local a aprobat ca arena din Trivale să poarte numele celui care a făcut mare acest club, Nicolae Dobrin.
Modernizările au continuat, au fost instalate scaune, moment în care capacitatea se reduce de la 17.500 la 15.000 de locuri. Anii 2000 aduc reamenajarea Centrului de Copii și Juniori care primește numele de „Leonte Ianovschi”. A fost schimbată tabela de scor, iar gazonul de asemenea a fost înlocuit. Pe 25 mai 2008 a fost inaugurată instalația de nocturnă, care este compusă din șase stâlpi, unică în România.
Recordul de asistență a fost stabilit în anul 1979, când 28.000 de spectatori s-au înghesuit pentru a vedea meciul dintre FC Argeș și Nottingham Forest din turul II al Cupei Campionilor Europeni.
În returul sezonului 2009/2010, stadionul a fost împărțit de către FC Argeș si Internațional Curtea de Argeș.